# تأثير التغذية على الجينات

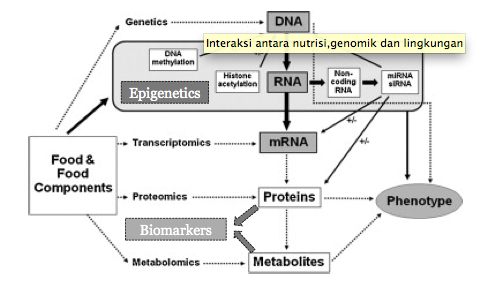

تأثير التغذية على الجينات Nutrigenomics هو أحد العلوم التي انطلقت عن مشروع الجينوم البشري الذي تم إطلاق النسخة الأولية منه عام 2000 برعاية الرئيس الأمريكي السابق بيل كلينتون والذي وصف المشروع بأنه «أعظم خريطة توصل إليها العقل البشري».
ويمكن أن نعرف علم تأثير التغذية على الجينات بأنه:
دراسة تفاعل الأغذية المختلفة مع جينات محددة مما يزيد احتمالية وقوع الأمراض المزمنة كـ السمنة وأمراض القلب، كما قد يتسبب في وقوع بعض أنواع السرطان. وعلى الرغم من أن الهدف الرئيسي لهذا النوع من الدراسات هو فهم طريقة استجابة جينات الجسم للغذاء المستهلك إلا أنه يوفر لنا ما هو أكثر من ذلك فهو يعطينا تصور أكبر عن تأثير الغذاء السلبي والإيجابي على أجهزتنا الحيوية قبل وقوع المرض.
فنحن نعرف أن معظم الأمراض تنشأ عن أربعة اختلالات: التأكسد، عمليات الأيض، التهاب، أو الضغوط النفسية.
فعلم تأثير التغذية على الجينات يسعى لفهم تأثير الأغذية على الاختلالات الثلاثة الأولى كما يوضح إلى أي مدى يكون تأثير الغذاء على صحة الفرد يعتمد على التركيبة الجينية.
تكمن أهمية معرفة هذا التأثير في الأمراض المزمنة لأنها لا تكون بسبب طفرة جينية واحدة بل نتيجة تفاعلات معقدة بين عدة جينات، وهذا يجعل من دراسة العلاقة بين التغذية والجينات أكثر تعقيداً ويُصعب التنبؤ بنتائجها فضلاً على أنها تحتاج إلى درجة عالية من التحكم بنوع الجينات والعوامل البيئية المحيطة.
وتكون الدراسة عادةً نتيجة مجهود جماعي بين مجموعة كبيرة من العلماء من مجالات مختلفة كعلماء التغذية والأحياء والرياضيات وكيمياء الغذاء بالإضافة للأخصائيين الاجتماعيين. وظهرت مؤخراً عدة دراسات أثبتت أن العناصر الغذائية تغير التعبير الجيني من خلال تنظيم الجين وتحويل الإشارات وصنع البروتين ووظائفه. (3,4)
ومنذ انطلاق المراكز العلمية في البحث عن تأثير التغذية على الجينات انتشر في الوقت نفسه المنتجات التجارية التي تسوق لمنتجاتها تحت هذا الشعار. المشكلة في هذه المنتجات بالنسبة للعلماء والمستهلكين على حد سواء أن فائدتها لا تظهر بشكل متساوي عند جميع الأشخاص. وفتح علم تأثير التغذية على الجينات نافذة من التوصيات الشخصية التي تقلل من تأثير العوامل المرضية المرتبطة بالغذاء. إلا أن «التغذية الشخصية» أو النظام الغذائي المبني على جينات كل شخص على حدة ما زالت في المهد لكن من المتوقع أن تلعب الجينات دور حيوي في حياتنا اليومية وتحديد ما يجب أن يأكله الشخص وما لا يجب. (5)
وتواجه بحوث تأثير التغذية على الجينات عدد من التحديات تتلخص في تحديد الجينات التي تسبب أو تكون عامل مسبب للأمراض المزمنة وتحديد العناصر الغذائية التي تؤثر بشكل مباشر على نشاط هذه الجينات مع مراعاة العوامل البيئية المحيطة. (4)

## دراسات حديثة

### تأثير السعرات الحرارية على الجينات
قامت العديد من الدراسات لمعرفة تأثير الأنظمة المختلفة السعرات الحرارية على الجينات في تركيب الأنسجة الدهنية عند الإنسان. إحدى الدراسات قاموا بإعطاء عينة غذاء منخفض السعرات والعينة الأخرى غذاء متوازن السعرات الحرارية. نتيجة الدراسة كانت متشابهة في كلا العينتين فكلا النظامين أدى إلى انخفاض الوزن ولم يحدث فيهما أي تأثير على الجينات المصنعة للدهون أو التي تنظم تحويلها، وبالمقابل انخفض فيهما الجينات المنظمة لصنع الدهون الغير مشبعة بنسبة 35-60%.
استنتجوا من هذه الدراسة أن الكربوهيدرات والدهون والبروتين لها دور ثانوي في التأثير على جينات الخلايا الدهنية إذا قيدت الوجبات بنظام قليل السعرات الحرارية. (6)

### تأثيرالكربوهيدراتعلى الجينات
سكر الجلوكوز والفركتوز يتحللان في الكبد، فعند تناول غذاء غني بالسكريات يحولهما إلى دهون. الزيادة في إنتاج الدهون تؤدي إلى إيقاف الجين المتحكم بالهرمونات الجنسية (sex hormone binding globulin) وتحديداً الإستروجين والتسترون. في دراسة أُجريت مؤخراً طرحت أن تعطيل هذا الجين بسبب الأكل العالي في السكريات يؤدي إلى زيادة كمية الهرمونات الجنسية وبالتالي زيادة حب الشباب، العقم، وسرطان الرحم عند النساء المصابات بالسمنة. (7)
في دراسة أخرى لمعرفة درجة تأثير التعبير الوظيفي الجيني في الخلايا الدهنية لدى الأشخاص المصابين باضطرابات الأيض تم تقسيم العينة وإعطاء العينة الأولى نظام غذائي غني بالكربوهيدرات ويعتمد على المعكرونة التي يكون استجابة الأنسولين لها منخفضة بعد الوجبة وبالمقابل تم إعطاء العينة الثانية نظام غذائي يعتمد على البطاطس التي تمتلك استجابة عالية للأنسولين بعد الوجبة.
لم يتغير الوزن عند كلا العينتين ولكن في عينة الأولى انخفض نشاط مجموعة كبيرة من الجينات قابله ارتفاع في نشاط مجموعة أخرى لدى العينة الثانية. كما أنه في العينة الأولى تحسنت استجابة الأنسولين بسبب تغير في التمثيل الوظيفي للجين لكن في العينة الأخرى لم يقابلها أي تغيير. (8)

### تأثير المعادن والفيتامينات على الجينات
السيلينيوم (Se)
الدراسات السابقة أثبتت أن الغذاء الغني بالسيلينيوم كالقرنبيط (Brocoli) يقلل من احتمالية إصابة الشخص بسرطان البروستاتا وسرطان القولون، لكن كان هناك قصور في فهم العملية التي تؤدي إلى ذلك.
في دراسة أجريت لفهم التغير الجيني الحاصل، قاموا بإطعام الفئران.11 ملجم من السيلينيوم وآخرون أطعموهم 2.1 ملجم من السيلينيوم مع غذاء غني بالسيلينيوم أيضاً لمدة عشر أسابيع. كانت النتيجة إيجابية في العينة الثانية فقد أدى الغذاء الغني بالسيلينيوم إلى تنشيط بعض الجينات التي تعرف باسم (pro-apoptotic genes) والمرتبطة بـ p53, NFkB فتقوم بتقليل الجهد المؤدي لتكون الخلايا السرطانية. (9)
وفي دراسة أخرى أجريت على رجال معرضين للإصابة بسرطان البروستاتا تم إطعامهم 400 جرام من القرنبيط لمدة سنة، فلاحظ العلماء وجود تغير في التعبير الجيني يؤدي إلى تقليل خطر الإصابة بسرطان البروستاتا. بالمقابل لا يعطي الغذاء الغني بالقرنبيط النتيجة ذاتها عند جميع الناس، فالأشخاص الذين يمتلكون نوع معين من الجينات يعرف باسم (GSTM1 genotype) يؤدي بذاته إلى تسرطن البروستاتا (10,11)
حمض الفوليك 
يقدم حمض الفوليك فوائد صحية كبيرة منها الوقاية من العيوب الخلقية وأمراض القلب وبعض أنواع السرطان. أجريت العديد من الدراسات لفهم دور الفولات في التغيرات الجينية باعتباره يدخل في عملية الميثلة للـ DNA. وكانت إحدى الدراسات المثيرة للجدل تلك التي ربطت بين تناول الأم الحامل لحمض الفوليك وانتشار الإصابة بالربو لدى الأطفال للضعف خلال الخمسة وعشرين سنة الماضية في أمريكا. وخرجت الدراسة بنتيجة تقول بأن التغير الحاصل في ميثلة الدي ان أي لدى الجنين بسبب حمض الفوليك يؤدي إلى خلل في الجاهز المناعي لديه وبالتالي إصابته بالربو. (12)
وفي دراسة أخرى درست أثر الكميات الكبيرة لحمض الفوليك على الصحة، استنتج العلماء أن الزيادة تؤدي إلى تعزيز نمو الأورام بسبب دورها في إفراز الحمض النووي. لكن دراسة أخرى أثبتت جدوى الزيادة في حمض الفوليك لدى الرضع الذين يمتلكون جين يوجد به (677T-allele) في إطالة أعمارهم بإذن الله. (13)
ولدراسة تأثير الغذاء على جين الـ (Agouti) المسؤول عن لون الفراء لدى الحيوانات، قام العلماء بتقسيم الفئران الحوامل المتشابهة تماماً في التركيب الجيني وفي البيئة إلى قسمين، قاموا بإطعام الأولى منهم بالمكملات الغذائية الغنية بفيتامين ب12 وحمض الفوليك ولم تتناول الأخرى أي مكمل غذائي. كانت النتيجة تغير لون فراء أطفال الأولى للون البني بينما حافظت أطفال العينة الأخرى بنفس صفات الأم وخرجت بلون فراء أصفر مطابق لها. (14)
مضادات الأكسدة Phytochemical :
الجنسيتين Genistein
في دراسة لتأثير الجنسيتين على التعبير الجيني في خلايا ثدي متسرطنة باستخدام تركيزات مختلفة (1-5-25 مايكرو مل)، وجد أن في التركيز المرتفع أدى إلى تنشيط جينات وتثبيطها التي تؤدي إلى وفاة الخلايا، والتقليل من نموها.(15)
وفي دراسة لتأثيره على خلايا بروستاتا متسرطنة، أدى إلى تغيير في 832 جين، 774 جين منها ثبط، و 58 جين حسن أداؤه.
وبالمجمل هذه الجينات تعمل على تنظيم نمو الخلية، أو موتها، وتكوين أوعية دموية لتغذية الخلايا المتسرطنة، وانتقال الخلايا من مكانها إلى آخر. (16)
لدراسة التغير في التعبير الجيني المسؤول عن تكسير الدهون بإضافة الجنسيتين إلى حمية عاليه في الدهون لفئران التجارب. بإضافة الجنسيتين أدى إلى تحسين نسبة الدهون في الجسم، خفض في الوزن وذلك بتعديل التعبير الجيني لأربعة وثمانين جين إلى وضعها الطبيعي من أصل سبعة وتسعين جين تأثرت من نسبه الدهون العالية في الحمية. وأدى أيضا إلى زيادة في نسخ ثلاث جينات ومن أهمها (CROT) الذي يسرع من عميله تأكسد الدهون. (17)
الفينولات المتعددة POLYOHENOL
لدراسة تأثير الفينولات المتعددة على التعبير الجيني في خلايا قولون متسرطنة. بتعريض خلايا (Caco -2) لعصير التوت أدى إعاقة نموه هذه الخلايا.
وذلك بتأثير الفينولات المتعددة على نسخ جينات محددة منها:
تنشيط لجينات تمنع نمو الورم (CEACAM1 and BMP2)
و تثبيط لجينات تؤدي إلى نشر الورم من مكان إلى آخر (FGFR2 andS100A4)(18)
وفي دراسة أخرى لهدف معرفة تأثير الفينولات المتعددة في الليمون على فئران أطعمت حمية عالية بالدهون وتنظيمها لتعبير جينات مسؤولة عن حرق الدهون.
الفينولات المتعددة في الليمون أدت لخفض الوزن، تراكم الدهون، ارتفاع الدهون والسكر في الدم، مقاومة الأنسولين، وذلك بتنشيط نسخ الجين (ACO) المسؤول عن حرق الدهون. (19)
كاتشينس Catechins
دراسة تأثير الكاتشين في الشاي على الوزن، تراكم الدهون، و (ار ان أي الرسول) لجينات مسؤولة في حرق الدهون في الفئران.
فبعد أربعة أشهر من إطعام الفئران حمية عالية بالدهون الذي أدى إلى زيادة في الوزن، تراكم الدهون، وإفراز الليبتين، أضيف إلى الحمية الكاتشينس، الذي أدى خفض الوزن، والليبتين، وذلك بتنشيط نسخ (Medium- chain acyl COA dehydrogenase) الذي قد يحفز عملية حرق الدهون في الكبد. (20)
النتائج
- التغذية لها الدور الأهم في التأثير على صحة الإنسان.
- علم تأثير الجينات على التغذية يدرس كيف ان التركيب الجين للإنسان يجعله يتقبل تأثير الغذاء، بينما علم تأثير التغذية على الجينات يدرس كيف من الممكن أن تأثر الأغذية على التركيب الجيني للإنسان.
- فعند تغير الجين يِؤدي إلى تغير في الامتصاص، والايض، وأيضا الاستجابة للعنصر الغذائي.
- ومن جهة أخرى العنصر الغذائي قد ينظم نسخ الحمض النووي، وصنع البروتين.
- علم تأثير التغذية على الجينات بني على ثلاث فروع: نسخ الحمض النووي، تركيب البروتين ووظائفه، والأيض.
- الغذاء يؤثر على التعبير الجيني إما من خلال تأثيره على النسخ، أو بإحداث تغير في التركيب.
- عدة دراسات أثبتت أن العناصر الغذائية تغير التعبير الجيني إما من خلال تنظيم الجين، تحويل الإشارات، صنع البروتين ووظائفه.
- يساعد علم تأثير الغذاء على الجينات أخصائيي التغذية في معرفة أن استجابة الشخص للغذاء تعتمد على تركيبه الجيني، فبالتي يساعد في منع حدوث الأمراض. (21-23)